# Jordan (priimek)
Jordan je priimek v Sloveniji, ki so ga po podatkih Statističnega urada Republike Slovenije na dan 1. januarja 2010  uporabljale 703 osebe.  

## Znani slovenski nosilci priimka
- Andrej Jordan (1845—1905), goriški nadškof
- Bogdan (Božo) Jordan (1915—1942), alpinist, planinski publicist (prof. geografije)
- Boštjan Jordan, igralec
- Božidar Jordan (1931—2007), slovenski alpinist (prof. geografije)?
- Branko Jordan (*1977), igralec
- Davorin Jordan (*1969), častnik SV
- Ferdo Jordan (*1952), arhitekt, urbanist
- Fran(c) Jordan (1869—1924), zborovski skladatelj, učitelj, publicist
- Ivan Jordan, španski borec
- Janez Jordan (*1967), likovni umetnik, mdr. član VSSD (z Alenom Ožboltom)
- Jože Jordan (*1938), tekstilni tehnolog
- Janko Jordan - Pilat (1908—?), partizan, kočevski odposlanec, lovski čuvaj
- Mateja Jordan, novinarka, radijska urednica (Postojna)
- Romana Jordan (*1966), fizičarka, jedrska tehnologinja; političarka, evr. poslanka
- Rudi Jordan, slikar samouk
- Sebstijan Jordan, slikar
- Vinko Jordan, bajaličar, amaterski arheolog, zbiralec
- Vita Jordan, pevka
- Vlado Jordan (1913—1986), inženir strojništva (Litostroj)
- Venceslava Jordanova/r. Leskovec (1923—1992), slovensko-bolgarska prevajalka (iz slov. v bolgarščino)

## Znani tuji nosilci priimka
- Alexis Jordan (1814—1897), francoski botanik
- Armin Jordan (1932—2006), švicarski dirigent
- Barbara Jordan (1936—1996), ameriška odvetnica in političarka
- Barbara Jordan (*1957), ameriška tenisačica
- Camille Jordan (1771—1821), francoski pisatelj in politik
- Dragica Cvek Jordan (*1940), hrvaška slikarka
- Ernst Pascual Jordan (1902—1980), nemški fizik in matematik
- František Jordán (1921—1979), češki zgodovinar (slovenski partizan)
- Glenn Jordan (*1936), ameriški režiser
- Glenn A. Jordan, ameriški skladatelj
- Leslie Jordan (1955—2022), ameriški igralec, pisatelj in pevec
- Louis Jordan (1908—1975), ameriški jazz glasbenik, saksofonist
- Marie Ennemond Camille Jordan (1838—1922),  francoski matematik
- Michael Jordan (*1963), ameriški košarkar
- Michael B. Jordan, ameriški igralec
- Neil Jordan (*1950), irski filmski režiser, scenarist in producent ter pisatelj
- Peter Jordan (*1967), nemški igralec
- Robert Jordan, pisec znane serije knjig Kolo časa (Wheel of Time)
- Sarah Jordan (*1962), kanadska pevka
- Thomas Jordan (1819—1895), ameriški general in vohun
- Vasilije Jordan (1934—2019), hrvaški slikar slovenskega porekla
- Wilhelm Jordan (1819—1904), nemški književnik, esejist in časnikar
- Will Jordan, ameriški igralec